# Asphodeline taurica
Asphodeline taurica är en grästrädsväxtart som först beskrevs av Pall., och fick sitt nu gällande namn av Stephan Ladislaus Endlicher. Asphodeline taurica ingår i släktet junkerliljor, och familjen grästrädsväxter. Inga underarter finns listade i Catalogue of Life.

## Bildgalleri

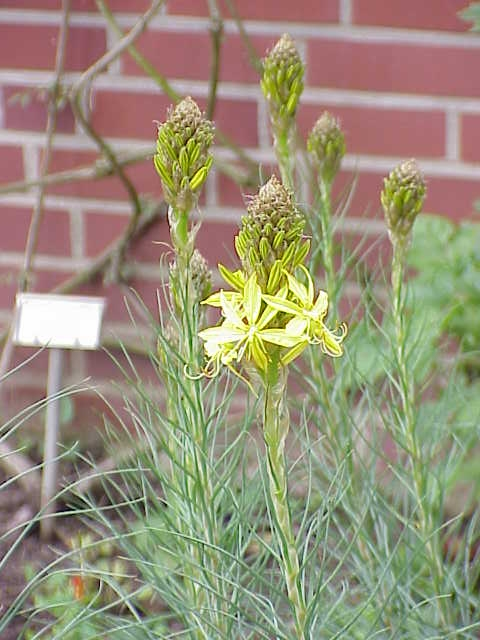
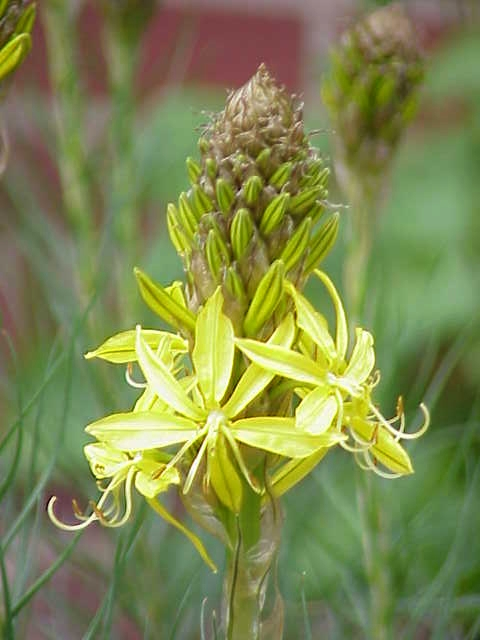